# Tiflitis
Tiflitis es un proceso inflamatorio del ciego que puede tener múltiples causas, la más usual es la apendicitis, aunque también puede ser la amebiasis o salmonelosis, entre otras. 

El tratamiento puede ser médico, mediante antibióticos, reposo intestinal y atención de las complicaciones. Si el caso avanza puede haber perforación, con peritonitis y sepsis, requiriendo entonces de intervención quirúrgica. Es una especie de apendicitis, por lo que si no es tratada a tiempo puede producir fuertes dolores o llevar al paciente a la muerte.